# Виллевальде, Богдан Павлович
Богда́н (Го́тфрид) Па́влович Виллева́льде, Виллевальд (нем. Gottfried Willewalde; 31 декабря 1818  [12 января 1819], Павловск, Санкт-Петербургская губерния — 11 [24] марта 1903, Дрезден) — русский живописец немецкого происхождения, последователь романтического академизма, основной петербургский баталист рубежа николаевской и пореформенной эпох, педагог. Академик (с 1845) и профессор (с 1848; заслуженный профессор с 1888) Императорской Академии художеств, действительный статский советник (1870).

## Биография

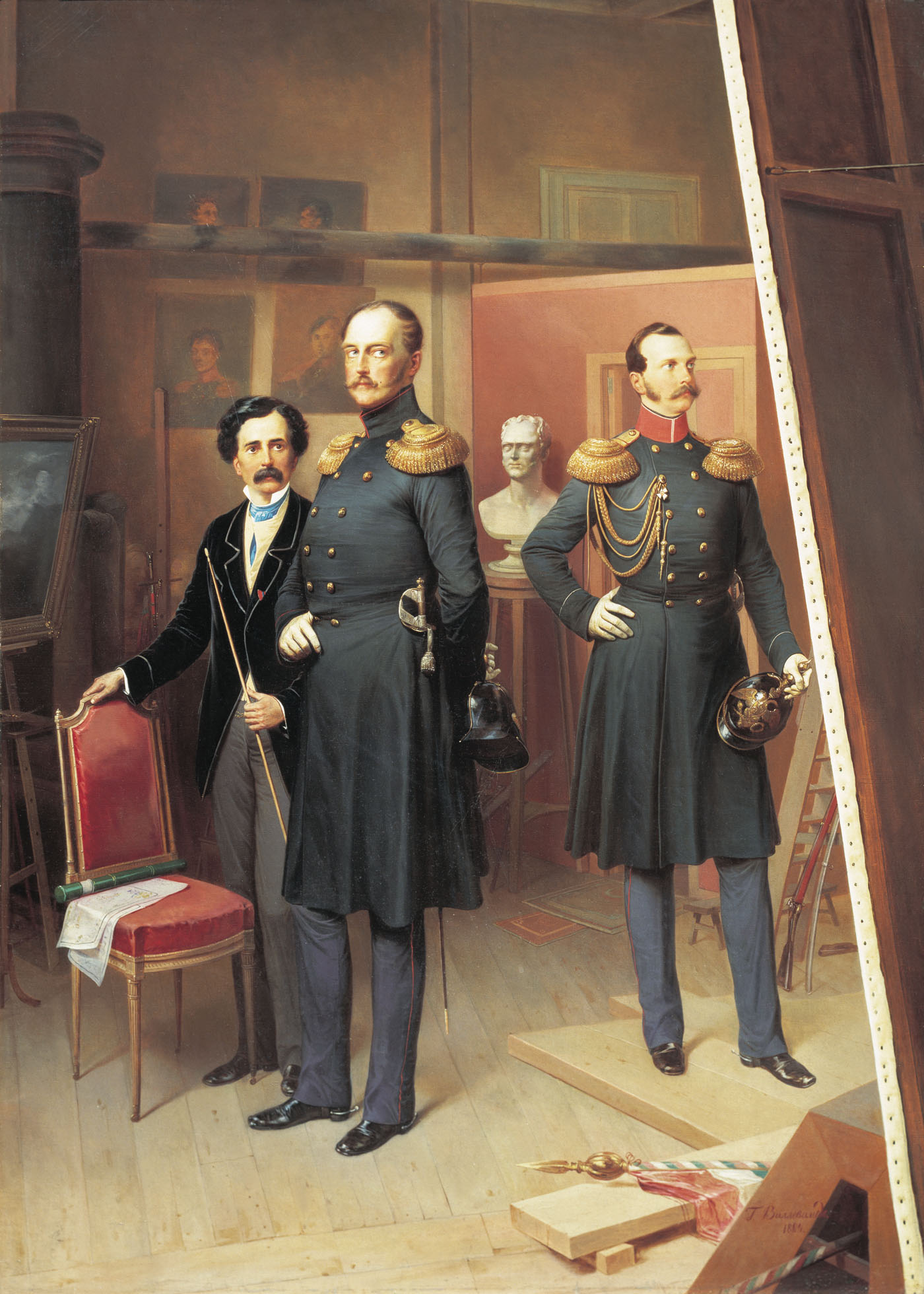
«Николай I с цесаревичем Александром в мастерской художника в 1854 году», 1884.
Государственный Русский музей

Уроженец Павловска; сын немецкого колониста, служившего в Ферме при дворе императрицы-матери Марии Фёдоровны. Живописи учился сперва у художника датского происхождения Карла Юнгштедта, тестя Густава Фаберже.
В 1838—1842 годах учился в Императорской Академии художеств у Карла Брюллова, а затем у Александра Зауервейда. Получив в 1842 году большую золотую медаль и звание художника за картину «Сражение при Фер-Шампенуазе» (Эрмитаж), Виллевальде был командирован за границу для продолжения обучения; работал в Дрездене над сюжетами войны 1813 года; в 1844 году он был вызван в Санкт-Петербург, для окончания начатых Зауервейдом работ по истории борьбы с Наполеоном; 7 (19) декабря 1844 года вступил в службу. В 1848 году получил звание профессора 2-й степени по батальной живописи и до 1894 года преподавал в Академии художеств. В 1859 году был удостоен звания профессора 1-й степени, а в 1888 году — заслуженного профессора. Среди его учеников были: П. Н. Грузинский, К. Гурский, Н. А. Зауервейд, П. О. Ковалевский, А. И. Шарлемань, К. Н. Филиппов, Н. Г. Шильдер, А. Н. Попов, Н. С. Самокиш, В. В. Мазуровский, Ю. Бродовский и другие. В 1894 году, в связи с реформой Академии художеств, покинул службу с формальным званием члена академического совета; последние годы жизни провёл в Дрездене.
Действительный статский советник с 17 апреля 1870 года. Был награждён орденами Св. Анны 2-й (1867) и 1-й (1879) степени, Св. Станислава 2-й (1862) и 1-й (1876) степени, Св. Владимира 4-й (1854), 3-й (1873) и 2-й (1883) степени.

## Творчество
Картины Виллевальде экспонировались на Всемирных выставках в Париже (1867), в Вене (1873), в Антверпене (1885), в Берлине (1886).
Первоначально Виллевальде находился под влиянием немецких мастеров, в особенности мюнхенского художника Петера Гесса (в его духе написана большая картина «Битва при Гиссгюбеле»), потом образцом ему служил «король баталистов» Орас Верне, но образцом недосягаемым в легкости кисти и французском изяществе.
Капитальными трудами Виллевальде в этот первый период являются четыре громадных полотна на сюжеты из событий войны шестой коалиции, висевших в Александровском зале Зимнего дворца: «Кульм», «Лейпциг», «Фершампенуаз» и «Перед Парижем».
Не раз возвращаясь к этой эпохе («Русские на Монмартре», «Лейб-гвардии Конный полк при Аустерлице»), Виллевальде потом пишет и усмирение польского восстания 1831 года («Грохово», «Остроленка»), и венгерский поход 1849 года («Сдача Гергея под Вилагошем», «Сражение при Быстрице», «Вступление в Кронштадт» и другие), и Крымскую войну (три картины посвящённые осаде Силистрии), и борьбу на Кавказе («Башкадыклар», «Под Карсом», «Шамиль на Гунибе», «Сдача Шамиля»).
Войны 1870-х годов также нашли себе отражение в живописи Виллевальде, хотя сравнительно малое («Гравелот», «На Дунае в 1877 году», «Разъезд улан в Болгарии»).
В последний период своей деятельности Виллевальде обратился вновь к любимой и хорошо им изученной эпохе Наполеона и, отдаваясь преимущественно изображениям военно-бытового характера, проявил новую симпатичную черту своего таланта — мягкий юмор в изображении таких живых военно-идиллических сцен, как «Лейб-гусар и савояр», «Казаки на Рейне», «Казаки везде дома», «Не бойтесь, мы — казаки», «Они попали в плен» и так далее.
Особняком в творчестве Виллевальде стоят две картины написанные в 1880-х годах по личным воспоминаниям, далекие от батального жанра, — «Николай I с цесаревичем Александром Николаевичем в мастерской художника в 1850 году» и «Николай I с цесаревичем Александром Николаевичем в мастерской художника в 1854 году». Как и два полотна, отражающие современные художнику события, — «Открытие памятника „Тысячелетие России“ в Новгороде в 1862 году», а также «Торжественный въезд императора Александра II в Москву для коронации в 1856 году». Эти работы интересны прежде всего как близкие к документу свидетельства эпохи.
Отличный знаток военного строя, Виллевальде хорош там, где изображаются парады и манёвры, например, «Конное учение лейб-гвардии конной артиллерии под Красным Селом» и другие.
|               | Это был очень представительный и красивый старик, высокого роста, худощавый держался прямо, одет был по моде сороковых годов в бархатный пиджак, всегда был очень опрятно одет. Крахмальный воротник рубахи повязан чёрным атласным широким галстуком и штаны, как носили при Наполеоне III, со штрипками, на голове чёрный цилиндр. Николаевская шинель c большой пелериной серого цвета, а зимой такая же шинель на меху. Говорил с сильным немецким акцентом и не совсем правильно по-русски. … Николай I, который очень любил батальную живопись и, лично приезжая к Виллевальде, давал ему указания относительно формы и расположения войск… Но, поскольку такая монаршая милость поднимала престиж Виллевальде, постольку это дурно влияло на художественные достоинства картин, так как правильность военной формы и верность построения войск, что было для Николая главным, убивали творческий дух профессора. |
| Н. С. Самокиш | |

### Галерея известных работ

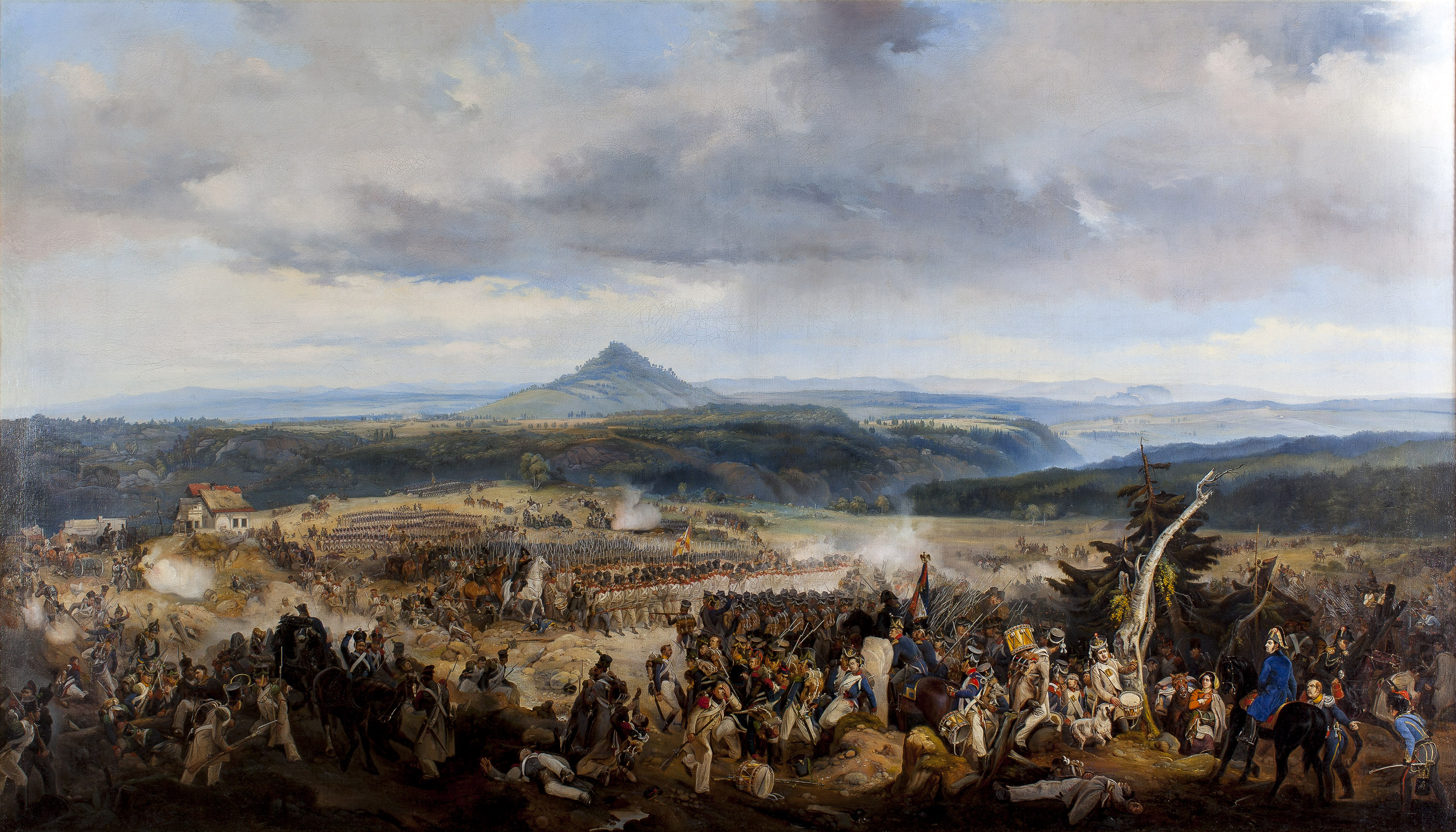
Сражение при Гиссгюбеле 16 августа 1813 года (за день до сражения под Кульмом), 1850-е.
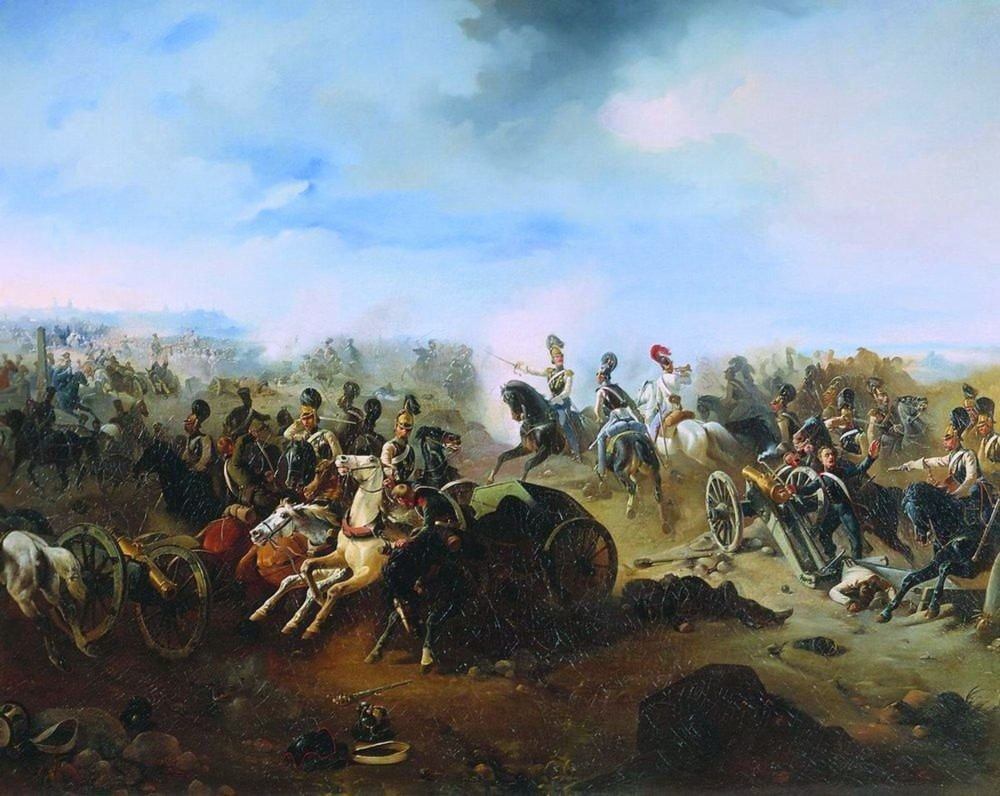
«Сражение при Грохове 13 декабря 1831 года», 1850-е. Артиллерийский музей, Санкт-Петербург
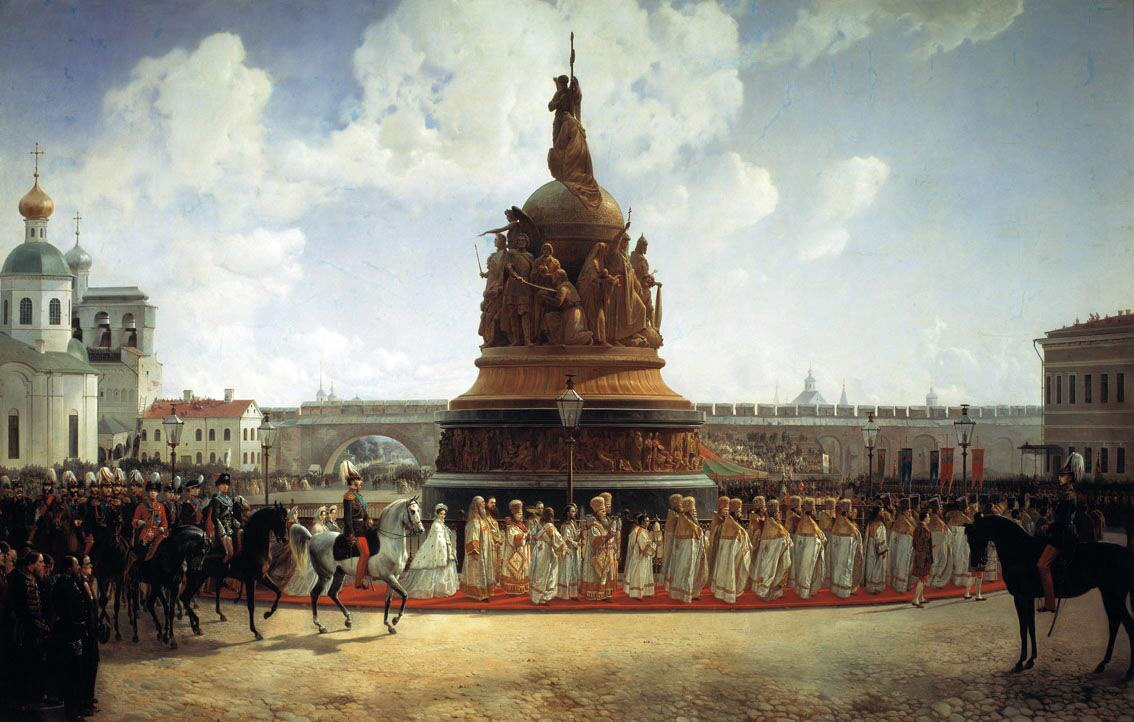
«Открытие памятника „Тысячелетие России“ в Новгороде в 1862 году», 1864. Новгородский музей-заповедник
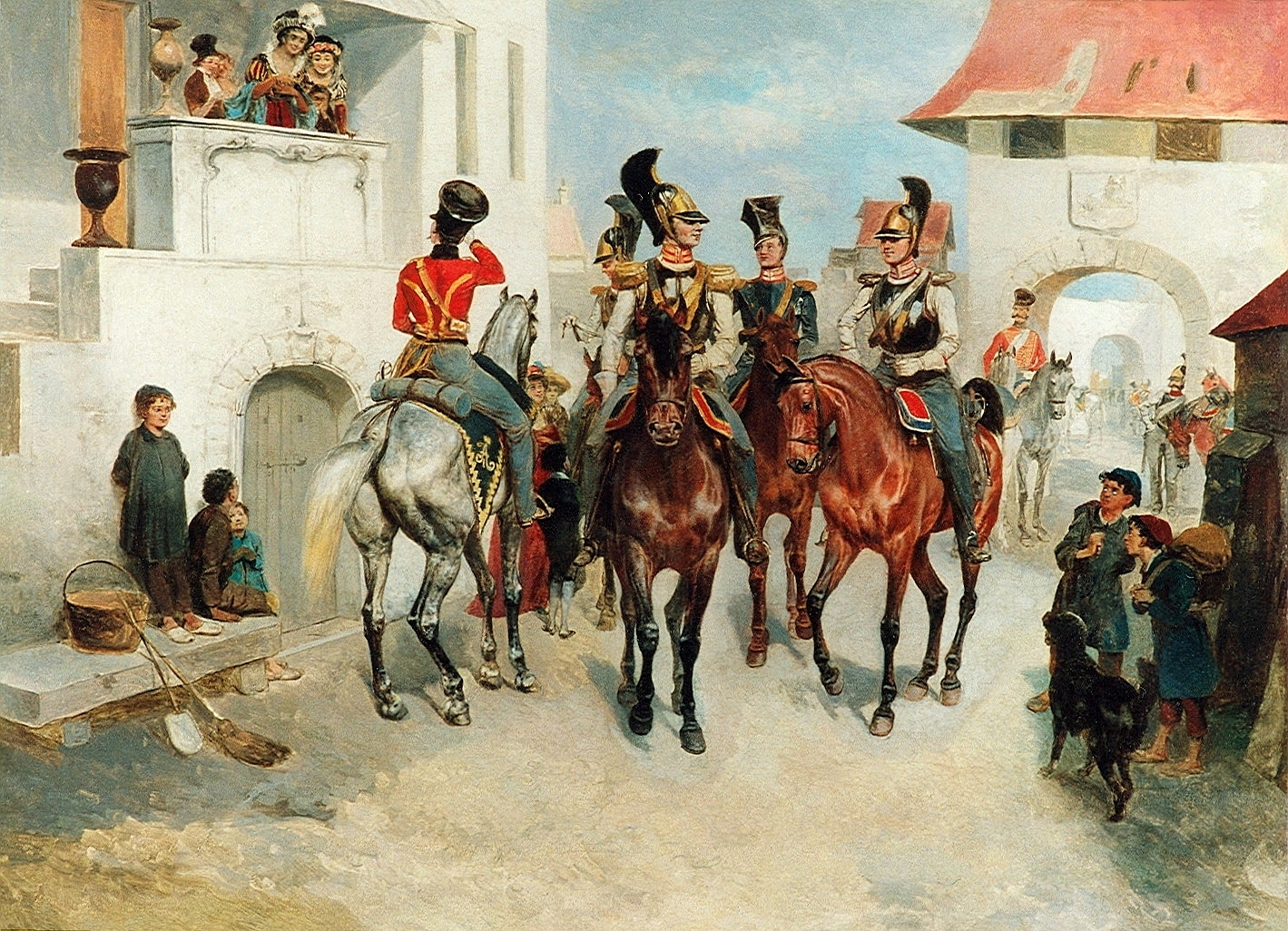
Эпизод из Заграничных походов русской армии 1813—1814. Офицеры гвардейской кавалерии в европейском городе. Частная коллекция, Россия
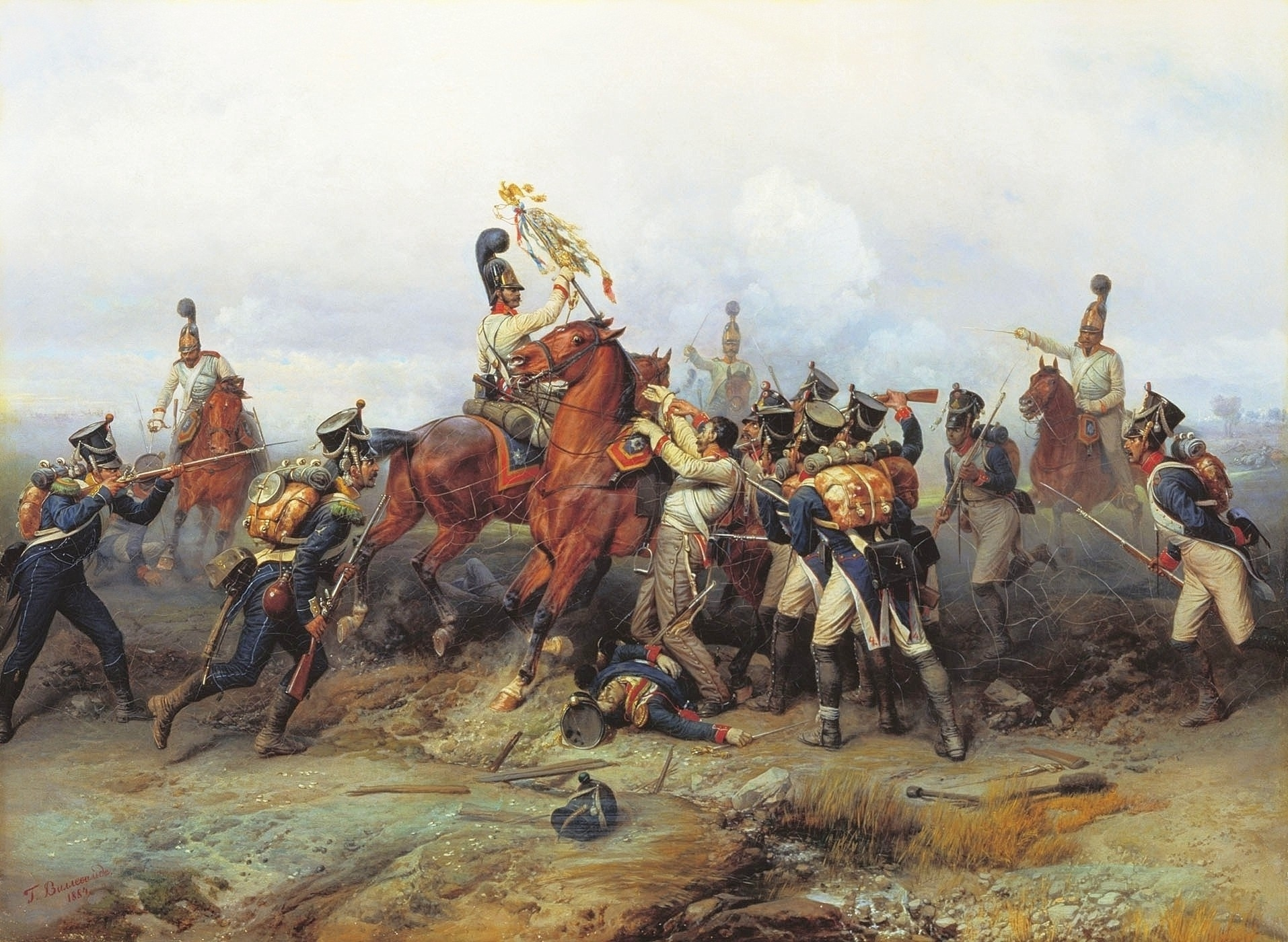
«Подвиг конного полка в сражении при Аустерлице в 1805 году», 1884. Артиллерийский музей, Санкт-Петербург
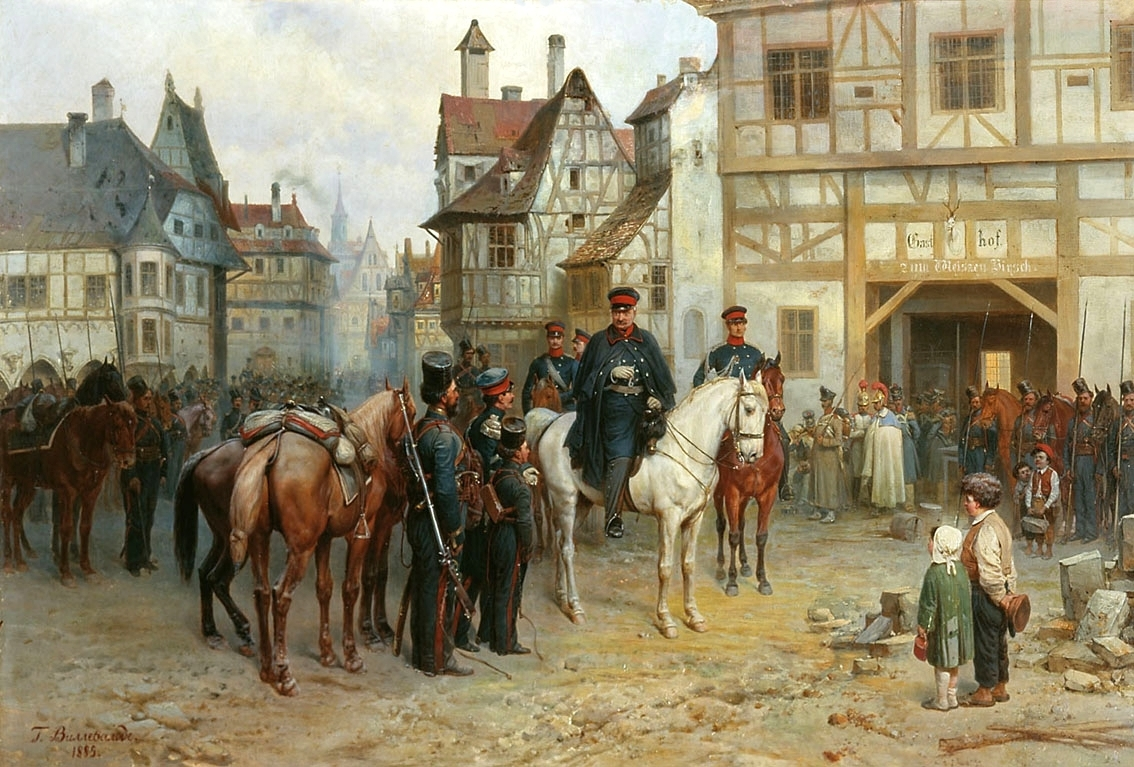
«Генерал Блюхер и казаки в Бауцене, 1813», 1885. Алупкинский государственный дворцово-парковый музей-заповедник, Крым
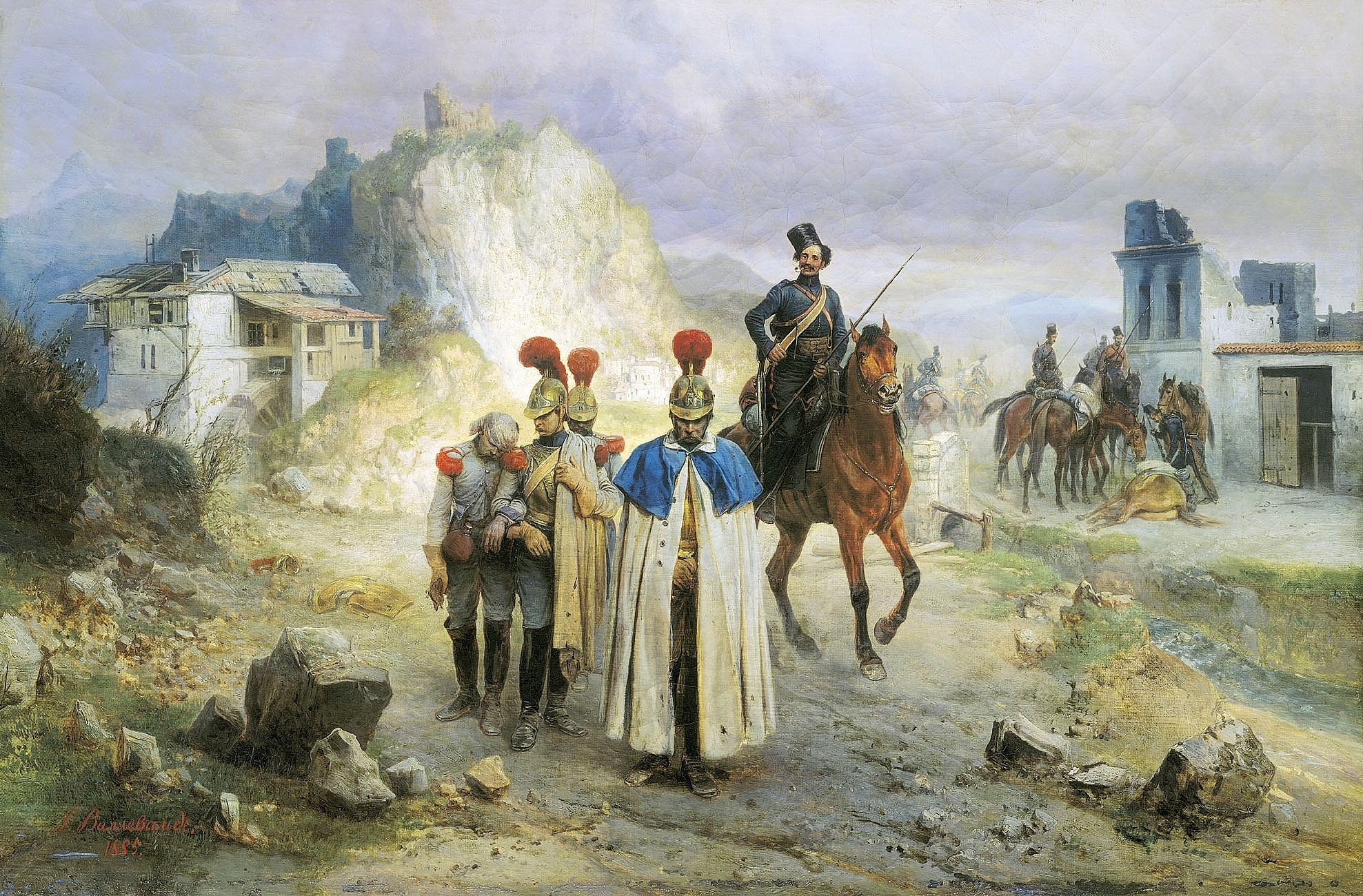
«Они попали в плен в 1814 году», 1885. Таганрогский художественный музей
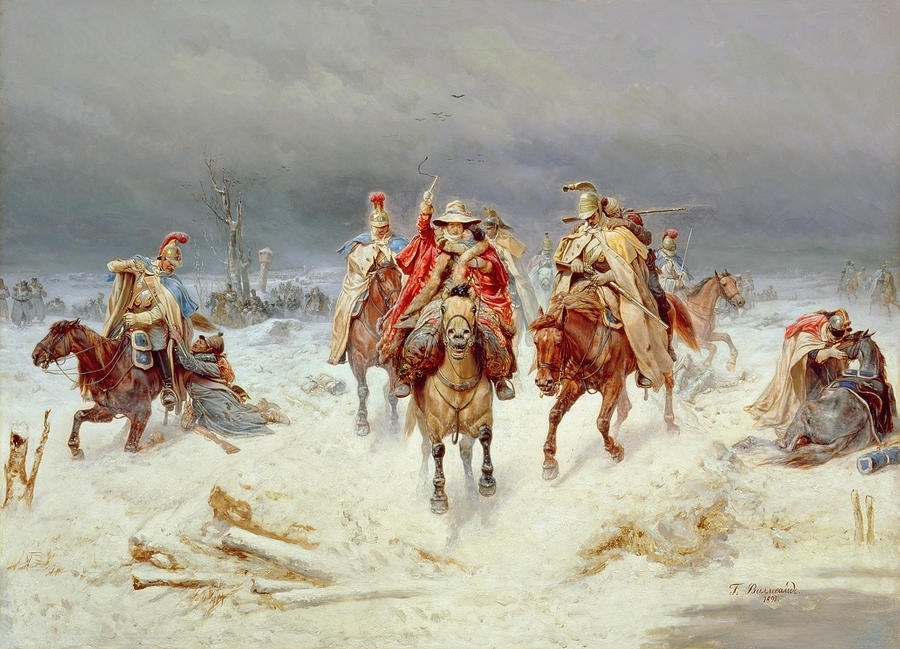
«Переправа через Березину. Бегство французов из России в 1812 году», 1891. Иркутский областной художественный музей
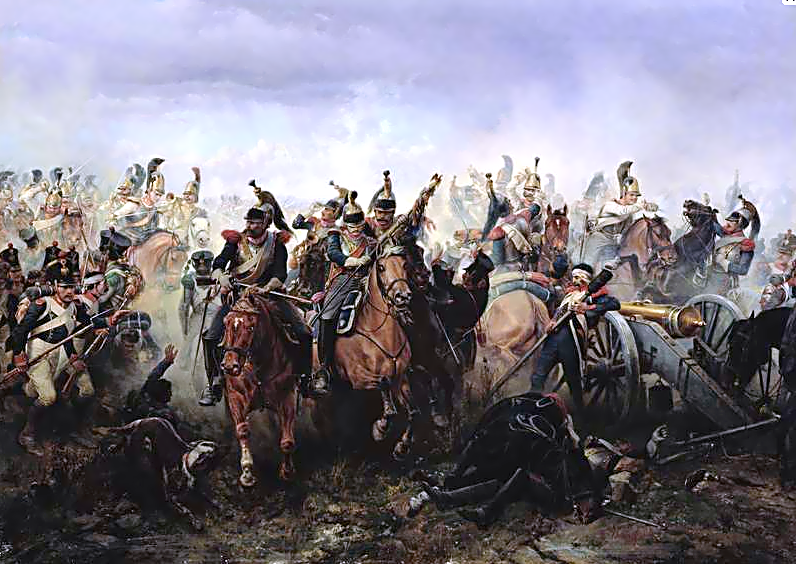
«Лейб-гвардии Конный полк в сражении при Фершампенуазе 13 марта 1814 года», 1891. Центральный музей Вооружённых Сил, Москва